# Благовещенский сельсовет (Красноярский край)
Благовещенский сельсовет - сельское поселение в Ирбейском районе Красноярского края.
Административный центр - село Благовещенка.

## Население
| 2010 | 2012  | 2013  | 2014  | 2015  | 2016 | 2017 |
| ---- | ----- | ----- | ----- | ----- | ---- | ---- |
| 1079 | ↘1048 | ↘1045 | ↘1038 | ↗1046 | ↘994 | ↘947 |

## Состав сельского поселения
В состав сельского поселения входят 7 населённых пунктов:
| № | Населённый пункт | Тип населённого пункта       | Население |
| - | ---------------- | ---------------------------- | --------- |
| 1 | Агул             | деревня                      | 353       |
| 2 | Благовещенка     | село, административный центр | 304       |
| 3 | Васильевка       | деревня                      | 30        |
| 4 | Ильино-Посадское | деревня                      | 29        |
| 5 | Минушка          | деревня                      | 35        |
| 6 | Новомариновка    | деревня                      | 140       |
| 7 | Стрелка          | деревня                      | 188       |

## Местное самоуправление
Благовещенский сельский Совет депутатов
Дата избрания: 14.03.2010. Срок полномочий: 5 лет. Количество депутатов:10
Глава муниципального образования
- Лапнова Александра Васильевна. Дата избрания: .12.2023. Срок полномочий: 5 лет